# Rudolf Alexander Schröder
Pour les articles homonymes, voir Schröder.
Rudolf Alexander Schröder (né le 26 janvier 1878 à Brême et mort le 22 août 1962 à Bad Wiessee) est un artiste allemand qui s'est illustré comme écrivain, traducteur, poète, compositeur de cantiques protestants, ainsi que comme architecte et peintre.

## Biographie
Il naît à Brème dans une famille de commerçants. Il fait sa scolarité au vieux Lycée (de), développant déjà une sensibilité littéraire, et y obtient son Abitur (équivalent du baccalauréat) en 1897. Après l’Abitur, il rejoint Munich pour des études supérieures. Il s'intéresse en autodidacte à la poésie, aux art graphiques et à la musique.
Avec son cousin Alfred Walter Heymel et Otto Julius Bierbaum comme rédacteur, il fonde le journal Die Insel (de), à partir duquel naîtrait la maison d'édition Insel. En 1901, il quitte la rédaction de Die Insel.

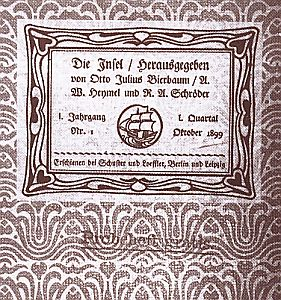
Die Insel, couverture de la première édition en octobre 1899

En 1904 il doit faire un an de service militaire.
Il vit à Brême de 1908 à 1935.

### Architecte
Après quelques séjours à Paris et à Berlin dans le foyer de Julius Meier-Graefe, il travaille comme architecte à Brème à partir de 1909, surtout pour aménager les intérieurs.

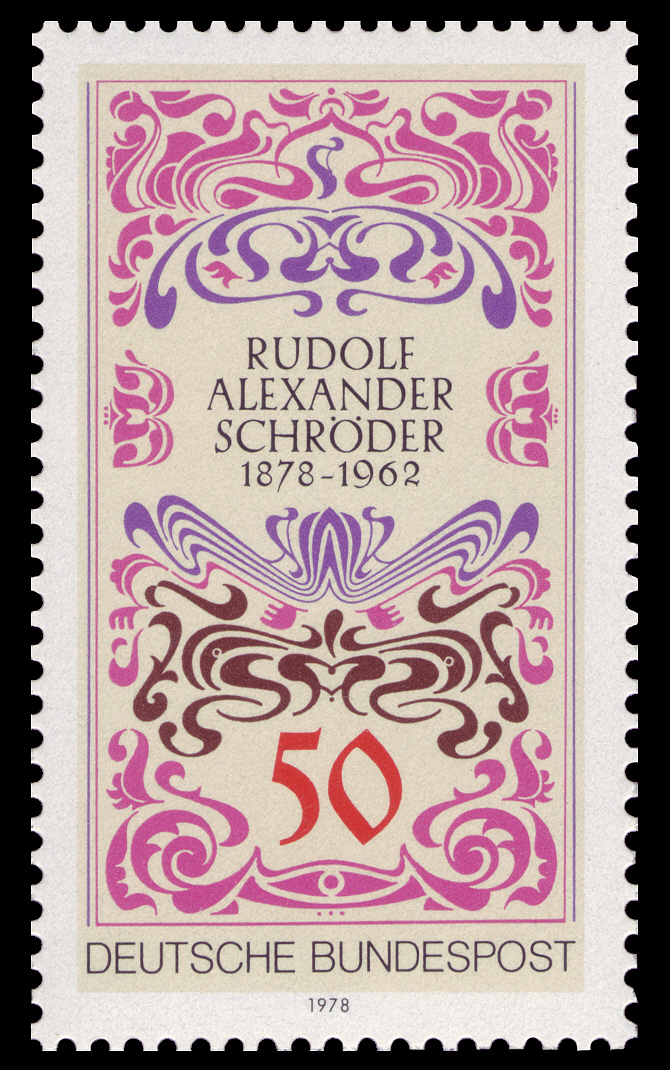
Centenaire de la naissance de Schröder : timbre de 1978 de la Deutsche Bundespost

Reconnu dans son art, il reçoit une médaille d'or de Bruxelles en 1910 et en 1913 le Grand Prix de Gand. En 1922, c'est lui qui arrange l'intérieur de la villa Bremer (de), que l'architecte Heinz Stoffregen avait conçue comme pavillon de cette ville hanséatique au Salon allemand de Munich (de). Dans ses œuvres connues, on peut citer l'aménagement intérieur en 1929 d'une partie du paquebot SS Bremen.

### Son goût pour la littérature
En 1913, il fonde les éditions Bremer Presse (de) avec entre autres Hugo von Hofmannsthal et Rudolf Borchardt (de).
Pendant la première guerre mondiale, il est employé comme censeur dans l'armée allemande à Bruxelles ; c'est là qu'il découvre la poésie flamande, qu'il s'emploiera à traduire plus tard. En 1931 il abandonne le métier d'architecte pour se consacrer à la littérature (surtout la poésie, la traduction et des essais). Fin 1935, il abandonne Brème pour s'installer à Bergen (Haute-Bavière), et cela jusqu'à sa mort en 1962. Sous le Troisième Reich, il vit ce qu'on appelle l'Émigration intérieure : il rejoint les rangs de l'Église confessante et y sera appelé à être lecteur (de) (c'est-à-dire prédicateur laïc) à Rosenheim en 1942. Il apporte une contribution notable au renouvellement des cantiques protestants du XXe siècle.
Ses tournées de conférences l'ont mené dans beaucoup de régions d'Allemagne. Pendant l'ère nazie, il se cantonne à des interventions dans les lieux d’Église, mais il rencontre tout de même Hans Grimm ainsi que d'autres auteurs conservateurs et nationalistes. Il collabore à des journaux ou à des ouvrages collectifs qui prennent leurs distances par rapport au National-Socialisme (Neue Rundschau, Frankfurter Zeitung etc.) et devient l'un des collaborateurs principaux de la maison d'édition Eckart-Verlag de Berlin comme de son journal, Eckart. Kurt Ihlenfeld crée alors le Cercle Eckart, qui veut faire se rencontrer théologie et littérature, foi et poésie. Une série de livres autour de thèmes protestants et littéraires sera ainsi publiée sous son nom Der Eckart-Kreis. À côté de protestants comme Martin Beheim-Schwarzbach (de), Hermann Claudius (de), Albrecht Goes (de), Jochen Klepper, Willy Kramp (de), Albrecht Schaeffer, Siegbert Stehmann, Otto von Taube (de) et August Winnig, on compte aussi en ce cercle des catholiques comme Werner Bergengruen, Reinhold Schneider (de) et Joseph Wittig.

### Les honneurs et les responsabilités à Brême
De 1946 à 1950 il dirige depuis Bergen la remise en condition du Kunsthalle de Brême et sera de ce fait élu président d'honneur de l'association. Brême, sa ville d'origine, le fait citoyen d'honneur. Pour son 75e anniversaire, le sénat de Brême lui octroie le 26 janvier une « Urkunde über die Stiftung eines Literaturpreises ». De 1953 à 1958, il sera le président du jury du Prix de littérature de la ville de Brême. Après l'affaire de l'attribution du prix en 1960 au Tambour de Günter Grass, le sénat de Brême créa en 1962 une fondation indépendante (Fondation Rudolf Alexander Schröder (de)), chargée de gérer les 20 000 € dont serait doté le prix, nommé désormais Bremer Literaturpreis.
En 2010 se leva à Brême la question de changer le nom de la fondation responsable du prix littéraire, à cause de l'« attitude ambigüe » vis-à-vis du Troisième Reich que certains reprochaient à Schröder (Kai Artinger) : malgré son émigration intérieure, il avait reçu en 1938 une Plakette de la part du maire, le SA-Gruppenführer Böhmcker, pour avoir géré les archives de Brême. Schröder, quant à lui, avait reçu cet honneur comme une reconnaissance de sa ville natale, et rejeté toute implication politique, comme le montre selon lui son comportement et l'expression de sa pensée à cette époque. Il avait d'ailleurs été chargé de la restauration du Kunsthalle de Brême de 1946 à 1950.

### Des amitiés
Dans la vie de Schröder, on peut noter de belles amitiés avec Alfred Walter Heymel, Hugo von Hofmannsthal et Rudolf Borchardt ainsi qu'une correspondance suivie avec Rainer Maria Rilke, Gerhart Hauptmann et d'autres écrivains de l'époque. Il a été en contact avec Stefan George, sans être du George-Kreise. Theodor W. Adorno l'a invité en 1961 à une lecture de poésie à l'Université Johann Wolfgang Goethe de Francfort-sur-le-Main.

### Fin de vie
Sa sœur Dora Schröder, restée célibataire, a tenu sa maison, et lui a servi de secrétaire. Après avoir reçu quatre doctorats honoris causa (Munich, Tubingue, Francfort-sur-le-Main, Rome), il meurt en 1962 à Bad Wiessee après un court séjour à la clinique locale et est enterré dans la tombe familiale du cimetière Riensberger (de) de Brême.

## Œuvres littéraires
Dans sa première période de poésie, Schröder s'inspire du scepticisme et d'un esthétisme romantique ; il utilise alors toutes les formes classiques comme les odes et les sonnets.
Au début de la première guerre mondiale, il écrit des poésies dans un style très nationaliste et partiotique, comme par exemple ce Deutscher Schwur (Serment allemand, en 1914): « Sainte Patrie en danger, tes fils se lèvent pour te protéger... »
Au milieu des années 1930, Schröder était édité chez S. Fischer Verlag, ce qui le met en contact avec Peter Suhrkamp, avec lequel il restera après la seconde guerre mondiale. Peter Suhrkamp fera deux éditions des oruves complètes de Schröder, l'une commencée en 1939, incomplète, l'autre en 1952.
L'expérience de la guerre change le style de Schröder. Les élans patriotiques se sont éteints. L'héritage humaniste du classicisme et sa religiosité biblique protestante vont le mener à composer des hymnes religieuses, dont un certain nombre sera incorporé dans les livres de cantiques protestants du xxe siècle.
Il prend aussi de l'importance comme traducteur : il traduit l'Iliade et l'Odyssée d'Homère, des œuvres de Virgile, Horace, Corneille, Racine, Molière, T. S. Eliot, Shakespeare et édite de la poésie néerlandaise et flamande. Il contribue aussi à l'édition de l'antiphonaire grégorien de l'Abbaye d'Alpirsbach.
En 1950 Schröder écrit l'Hymne à l'Allemagne (de), mise en musique par Hermann Reutter, pour répondre au désir du président Theodor Heuss qui voulait en faire l'hymne national de la République Fédérale d'Allemagne, ce qui finalement n'aboutit pas, le chancelier Konrad Adenauer ayant préféré le Deutschlandlied.
Dans les années 1950, il est présenté par Thomas Stearne Eliot et Albert Schweitzer entre autres comme candidat au prix Nobel en tant que « grand européen ».

## Récompenses
- 1938 : Senatsplakette für Kunst und Wissenschaft, Brême[5]
- 1938 : Membre d'honneur de la Bremer Wissenschaftlichen Gesellschaft
- 1938 : Membre d'honneur du Club des arts de Brême (de)
- 1947 : Prix Lessing de la Ville libre et hanséatique de Hambourg (de)
- 1947 : Plaque Raabe de Brunswick
- 1948 : Citoyen d'honneur de Brême (de)
- 1948 : Membre d'honneur de la Maximilian-Gesellschaft (de)
- 1948 : Membre invité de l'Académie bavaroise des beaux-arts
- 1950 : Citoyen d'honneur de Bergen
- 1950 : Correspondant de l'Académie des sciences et des lettres de Mayence
- 1952 : Pour le mérite für Wissenschaft und Künste ; premier vice-chancelier de l'ordre 1955–1959
- 1953 : Président d'honneur de l'Académie allemande pour la langue et la littérature
- 1954 : Commandeur de l'ordre du Mérite de la République fédérale d'Allemagne
- 1954 : Plaque Goethe de Francfort-sur-le-Main (de)
- 1958 : Commandeur de l'ordre d'Orange-Nassau
- 1958 : Commandeur de l'ordre de la Couronne de Belgique et de l'ordre de Léopold
- 1959 : Ordre bavarois du Mérite
- 1962 : Prix Johann Heinrich Voß pour la traduction de l'Académie allemande pour la langue et la littérature

## Œuvres (sélection)
- Unmut. Poésies. 1899
- Empedokles. Poésies. 1900
- An Belinde. Poésies. 1902
- Sonette zum Andenken an eine Verstorbene. Poésies. 1904
- Elysium. Poésies. 1906
- Die Zwillingsbrüder. Poésies. 1906
- Lieder und Elegien. Poésies. 1911[6]
- Deutsche Oden. Poésies. 1910 (Réédition en 1913)
- Heilig Vaterland. Poésies. 1914
- Audax omnia perpeti. Poésies. 1922
- Der Herbst am Bodensee. Poésies. 1925
- Mitte des Lebens. Poésies. 1930
- Der Wanderer und die Heimat. Roman. 1931
- Aus Kindheit und Jugend. Autobiographie. 1935
- Dichtung und Dichter der Kirche. Essais 1937 (réédité en 1964)
- Die Ballade vom Wandersmann. Poésies. 1937
- Die Kirche und ihr Lied. Essais. 1937
- Werke. (Œuvres) S. Fischer (éd.); Suhrkamp, S. Fischer (incomplet) 1939 ss.
- Die weltlichen Gedichte. Poésies. 1940
- Stunden mit dem Wort. Conférences et sermons. 1948
- Unser altes Haus. Souvenirs. 1951
- Gesammelte Werke (Œuvres complètes) 1–8, 1952 ff.
- Freundeswort. Correspondance entre R. A. Schröder et S. Stehmann. 1962
- Das Vaterunser. Eine Auslegung. 2e édition 1963
- Aphorismen und Reflexionen. Richard Exner (éd.). 1977
- Briefwechsel R. Borchardt – R. A. Schröder 1901–1945, 2 volumes. 2001
- Der dunkle Glockenton. Correspondance avec Reinhold Schneider, Klaus Goebel (éd.), Passau 2014

## Cantiques utilisés dans les églises
- Es mag sein, dass alles fällt (de) (1936/1939 ; mélodie de Paul Geilsdorf (de) en 1940; EG 378)
- Wir glauben Gott im höchsten Thron (de) (1937 ; mélodie de Christian Lahusen (de) en 1945/1948 ; EG 184 ; GL (de) 355)
- Abend ward, bald kommt die Nacht (1942 ; mélodie de Samuel Rothenberg (de) en 1948 ; EG 487)

## Œuvres d'architecture
- 1899–1901 : Reconstruction et aménagement de l'appartement d'Alfred Walter Heymel, à Munich, Leopoldstraße 4, aussi connu comme Appartement Insel[7],[8],[9]
- 1909 : Pierre tombale pour l'exposition du Cimetière Doventor (de) à Brême en 1909[10]
- 1914 : Intérieur de la salle de musique de Brême-Oldenburg lors de l'Exposition Werkbund à Cologne[7],[11]
- 1922 : Intérieur de la Maison brêmoise (de) au Salon allemand de la construction à Munich (de)[7],[12]